# Канадоведение
Канадоведение — одно из направлений регионоведения, страноведения и американистики, сконцентрированное на комплексном изучении Канады и канадского общества.

## Описание

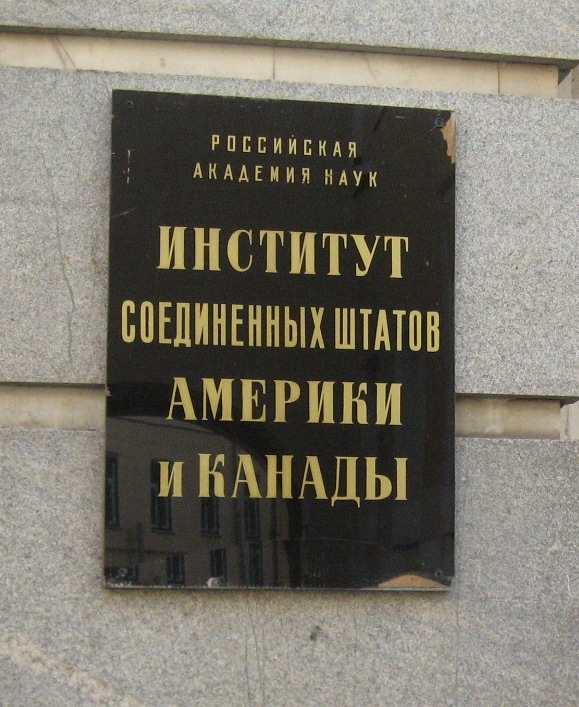

Основным отечественным центром является отдел Канады Института США и Канады РАН. Подразделение создано в 1972 году на базе тогда ещё Института США АН СССР. В 1974 году к названию института было добавлено «и Канады».

## Центры канадоведения
- Институт США и Канады РАН (ИСКРАН)[1]
- Российское Общество изучения Канады (РОИК)
- Дальневосточный центр изучения Канады и США[2] (Школа гуманитарных наук ДВФУ, Владивосток)
- Центр канадоведения имени Робартса (Йоркский университет, Канада)

## Канадоведы
Известные канадоведы:
- Баграмов, Леон Александрович
- Соколов, Василий Иванович
- Исраелян, Евгения Викторовна
- Черкасов, Аркадий Иванович
- Щукина, Татьяна Александровна
- Барановский, Константин Юрьевич
- Казачун, Галина Александровна